# Chave (Arouca)
Chave é uma povoação portuguesa sede da Freguesia de Chave do município de Arouca, freguesia com 10,91 km² de área e 1270 habitantes (censo de 2021), tendo, por isso, uma densidade populacional de 116,4 hab./km².

## Demografia
A população registada nos censos foi:
| Distribuição da População por Grupos Etários | Distribuição da População por Grupos Etários | Distribuição da População por Grupos Etários | Distribuição da População por Grupos Etários | Distribuição da População por Grupos Etários |
| -------------------------------------------- | -------------------------------------------- | -------------------------------------------- | -------------------------------------------- | -------------------------------------------- |
| Ano                                          | 0-14 Anos                                    | 15-24 Anos                                   | 25-64 Anos                                   | > 65 Anos                                    |
| 2001                                         | 246                                          | 211                                          | 709                                          | 248                                          |
| 2011                                         | 166                                          | 158                                          | 693                                          | 236                                          |
| 2021                                         | 158                                          | 126                                          | 652                                          | 334                                          |

## Património
- Capelas de Nossa Senhora do Rosário, de São Tiago, da Senhora da Agonia, de São João
- Cruzeiros no adro do cemitério, perto das escolas novas e no lugar de Farrapa
- Nicho das Almas
- Antiga hospedaria
- Ponte de Bogalho
- Solar de Reguengo
- Miradouro de Quintela
- Trechos de calçada romana